# Премия Тремона
Премия Тремона (фр. Prix Trémont) — французская поощрительная стипендия в области науки и искусства. Учреждена в середине XIX века согласно завещанию государственного деятеля Луи Филиппа Жозефа Жиро де Вьенне, барона де Тремона. Первоначально составляла 1100 французских франков; одна награда вручалась Французской академией наук учёному или инженеру, вторая — Академией изящных искусств композитору, художнику или скульптору.
Стипендия была впервые вручена в 1857 году, её первым обладателем стал Генрих Даниэль Румкорф. Затем она много раз присуждалась учёным, работавшим в области фотографии. В 1861—1863 гг. стипендию получал Абель Ньепс де Сен-Виктор, в 1864—1865 гг. — Альфонс Пуатевен, в 1867—1869 и 1872 гг. — Марк Антуан Годен. В 1873—1876 гг. стипендия присуждалась теплофизику Ашилю Казену. Среди деятелей искусства, получивших премию Тремона, были, в частности, композиторы Луи Бриссе и Жюль Муке (1905), Эдмон Малерб (1907, 1913, 1921), Шарль Кеклен (1935).